# Geneuille
 (juin 2017).
Si vous disposez d'ouvrages ou d'articles de référence ou si vous connaissez des sites web de qualité traitant du thème abordé ici, merci de compléter l'article en donnant les références utiles à sa vérifiabilité et en les liant à la section « Notes et références ».
Geneuille est une commune française située dans le département du Doubs, la région culturelle et historique de Franche-Comté et la région administrative Bourgogne-Franche-Comté.
La commune est membre de la communauté urbaine Grand Besançon Métropole et distante de 11 km du centre-ville de Besançon, elle comptait 1 264 habitants nommés Geneuillois et Geneuilloises en 2022.

## Géographie

### Situation
Au nord-ouest de Besançon, la commune de Geneuille se situe sur la rive gauche de l'Ognon. Le territoire s'étend sur 645 ha, dont un tiers de forêt.

### Hydrographie

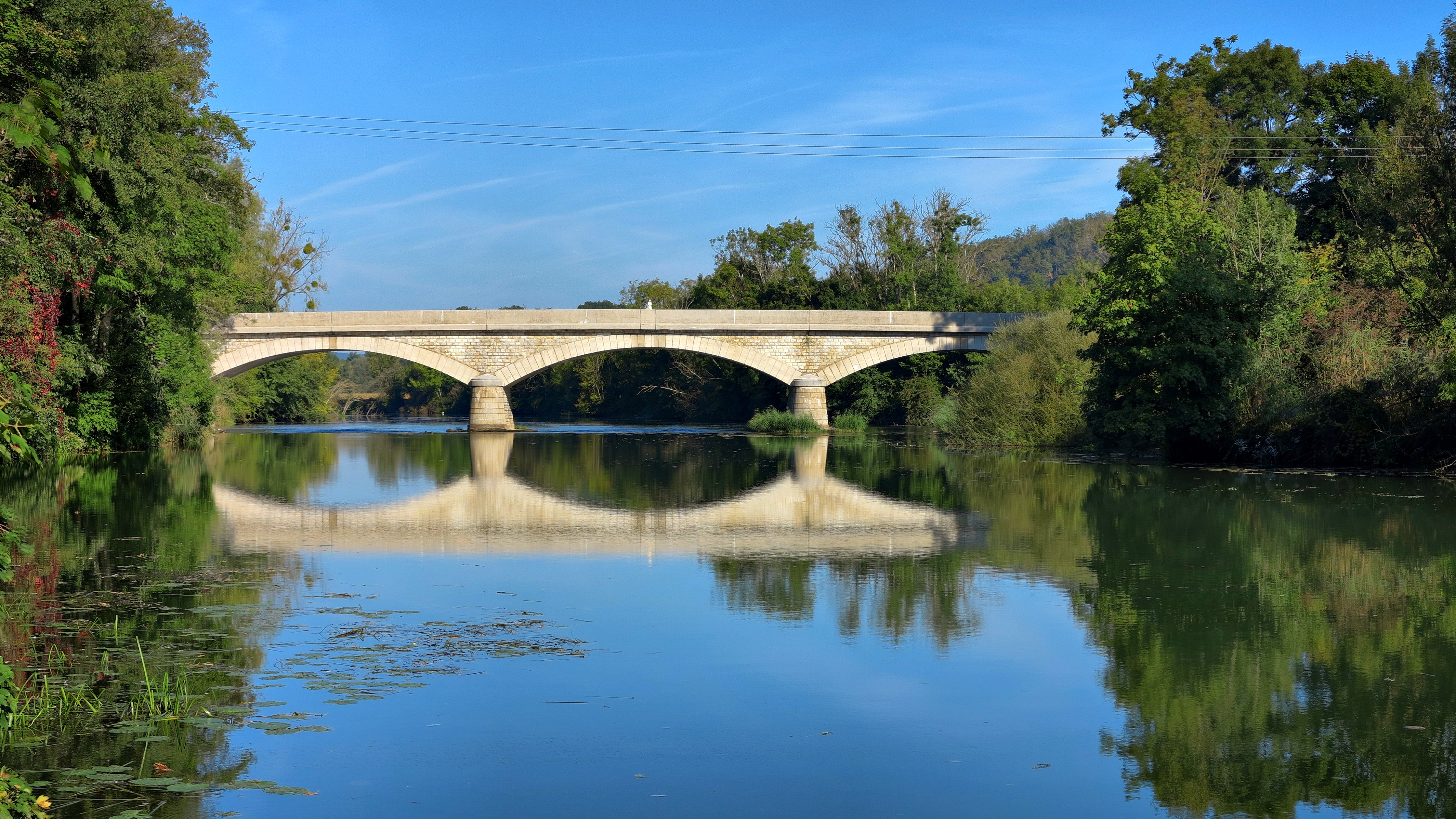
Le pont sur l'Ognon.

### Géologie et relief
L’altitude est de 210 m.

### Climat
Pour des articles plus généraux, voir Climat de la Bourgogne-Franche-Comté et Climat du Doubs.
En 2010, le climat de la commune est de type climat des marges montargnardes, selon une étude du Centre national de la recherche scientifique s'appuyant sur une série de données couvrant la période 1971-2000. En 2020, Météo-France publie une typologie des climats de la France métropolitaine dans laquelle la commune est exposée à un climat semi-continental et est dans la région climatique  Jura, caractérisée par une forte pluviométrie en toutes saisons (1 000 à 1 500 mm/an), des hivers rigoureux et un ensoleillement médiocre. 
Pour la période 1971-2000, la température annuelle moyenne est de 10,8 °C, avec une amplitude thermique annuelle de 17,4 °C. Le cumul annuel moyen de précipitations est de 1 052 mm, avec 12,7 jours de précipitations en janvier et 9,4 jours en juillet. Pour la période 1991-2020, la température moyenne annuelle observée sur la station météorologique de Météo-France la plus proche, « Besançon », sur la commune de Besançon à 10 km à vol d'oiseau, est de 11,4 °C et le cumul annuel moyen de précipitations est de 1 157,0 mm. 
La température maximale relevée sur cette station est de 40,3 °C, atteinte le 28 juillet 1921 ; la température minimale est de −20,7 °C, atteinte le 9 janvier 1985,,. 
Les paramètres climatiques de la commune ont été estimés pour le milieu du siècle (2041-2070) selon différents scénarios d'émission de gaz à effet de serre à partir des nouvelles projections climatiques de référence DRIAS-2020. Ils sont consultables sur un site dédié publié par Météo-France en novembre 2022.

## Urbanisme

### Typologie
Au 1er janvier 2024, Geneuille est catégorisée bourg rural, selon la nouvelle grille communale de densité à 7 niveaux définie par l'Insee en 2022.
Elle est située hors unité urbaine. Par ailleurs la commune fait partie de l'aire d'attraction de Besançon, dont elle est une commune de la couronne,. Cette aire, qui regroupe 310 communes, est catégorisée dans les aires de 200 000 à moins de 700 000 habitants,.

### Occupation des sols
L'occupation des sols de la commune, telle qu'elle ressort de la base de données européenne d’occupation biophysique des sols Corine Land Cover (CLC), est marquée par l'importance des territoires agricoles (57,4 % en 2018), en diminution par rapport à 1990 (62,6 %). La répartition détaillée en 2018 est la suivante : 
zones agricoles hétérogènes (41,7 %), forêts (27,6 %), prairies (15,7 %), zones urbanisées (13,3 %), zones industrielles ou commerciales et réseaux de communication (1,7 %). L'évolution de l’occupation des sols de la commune et de ses infrastructures peut être observée sur les différentes représentations cartographiques du territoire : la carte de Cassini (XVIIIe siècle), la carte d'état-major (1820-1866) et les cartes ou photos aériennes de l'IGN pour la période actuelle (1950 à aujourd'hui).

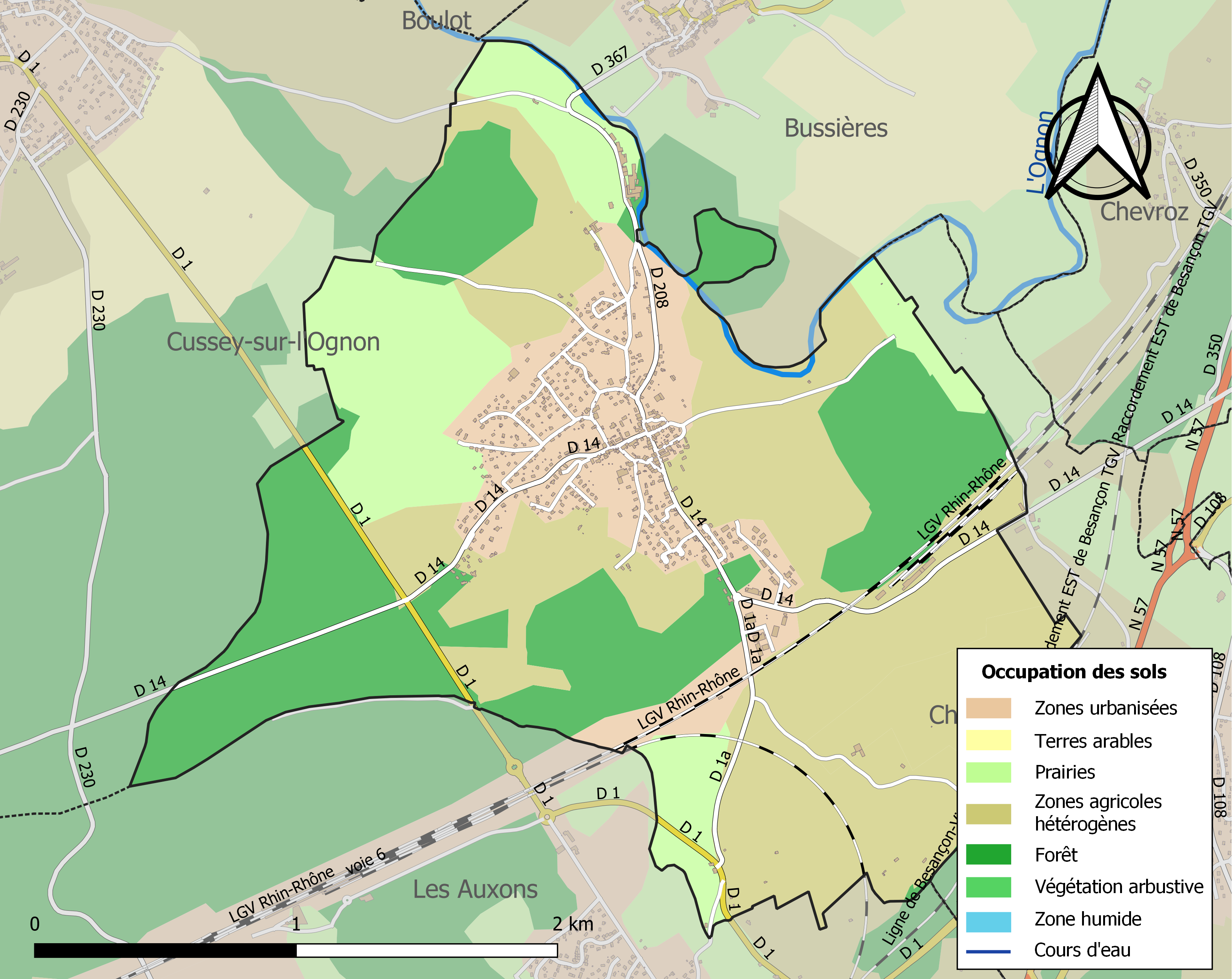
Carte des infrastructures et de l'occupation des sols de la commune en 2018 (CLC).

### Voies de communication et transports

#### Transports en commun
La commune est desservie par la ligne 68 du réseau de transport en commun Ginko.
Pôle Temis permet la correspondance avec la Lianes L6 pour rejoindre le lycée J.Haag.
La commune est desservit par plusieurs lignes scolaires (D206, D208, D237 et D238) et des lignes Proxi (liaison directe avec la gare TGV Franche-Comté TGV ou la zone commerciale d’Espace Valentin).

## Toponymie
Genulliacum en 967, la terminaison -acum signifiant, domaine  ; Genuille en 1275 ; Geneuilles au XVe siècle.

## Histoire

### Moyen-Âge
Le nom de Geneuille apparaît pour la première fois en 967 sur un acte royal assurant la propriété de son église au Chapitre Saint-Jean de Besançon.
Un autre acte royal de 1275 assure le bien de son église sous le nom Genuille.

### Époque moderne
En 1727, l’abbé Marchand fait obtenir aux habitants de Geneuille l’autorisation d’ouvrir une carrière pour rebâtir leur église.
En 1778, l’abbé Rozet fait installer une cloche en bronze sur laquelle est gravée : « A28. Afferte domino gloriam et honorum, adorate Dominum in sancto ejus »et qui donne le fa dièse.

### Époque contemporaine
En 1833, une machine à vapeur est installée sur le territoire de la commune suivie l'année suivante d'une machine à papier.
En 1834, la famille Outhenin-Chalandre achète et exploite le vieux moulin sur l’Ognon pour produire du papier.Cette famille fortunée fera pendant plus de 100 ans la prospérité de Geneuille.
En 1851, la papeterie de Geneuille est la plus importante de Franche-Comté par le tonnage de papier produit, et devient dans les années suivantes une institution dont toute la commune profite : développement des voies d’accès, logements ouvriers, nouvelle école, nouvelle fontaine, bureau de poste, nouveau cimetière et même fanfare et club de football.

#### Guerre franco-prusienne
La guerre de 1870 laisse quelques traces du passage des Allemands en liaison avec la bataille du pont sur l'Ognon à Cussey. Sur le territoire occupé de Geneuille l'armée prussienne subit alors les bombardements des canons situés à Châtillon le Duc. Une dizaine de soldats d'un régiment badois y perdent la vie. Ils sont inhumés sur place sur un terrain communal à proximité de la papeterie, l'enclos entouré d'une palissade et d'une croix en bois. Ce geste semble être apprécié des militaires allemands qui quitteront le village sans représailles. Une statue de la Vierge est érigée quelques années plus tard à la sortie du village en liaison avec cet évènement.

#### Troisième République
Construit dans les années 1880 pour servir d’habitation aux propriétaires des Papeteries de France, le Château de la Dame Blanche est utilisé une vingtaine d’années, à la fin du XXe siècle, par la communauté chrétienne de la Roche d’or pour des retraites spirituelles.
Située sur la  ligne Vesoul – Besançon des Chemins de fer Vicinaux (CFV) de Haute-Saône, la commune de Geneuille a été desservie de juin 1911 au 1er janvier 1938 par ce qu’il était convenu d’appeler le « Tacot ».

#### Première Guerre mondiale
Le monument aux morts porte la liste de 31 noms d'enfants de la commune morts pour la France.

#### Seconde Guerre mondiale
Le monument aux morts porte la liste de 8 noms sur les plaques du monument aux morts.
Pendant l’occupation, le village accueille Jean Bassard et d'autres résistants membres du maquis O.D (Ognon-Doubs). Jean Bassard est blessé après avoir cherché à forcer un barrage allemand. Il est recueilli par les habitants de Geneuille et transporté à la ferme Pagniez où il est caché et soigné. Malgré cela, il décède le 8 septembre.
Le village est libéré le 9 septembre 1944 au matin par les forces américaines. le soldat américain Albert Tamburine est tué sur le territoire de la commune.

#### Depuis 1945
Les Papeteries de France ferment en 1968.

## Politique et administration

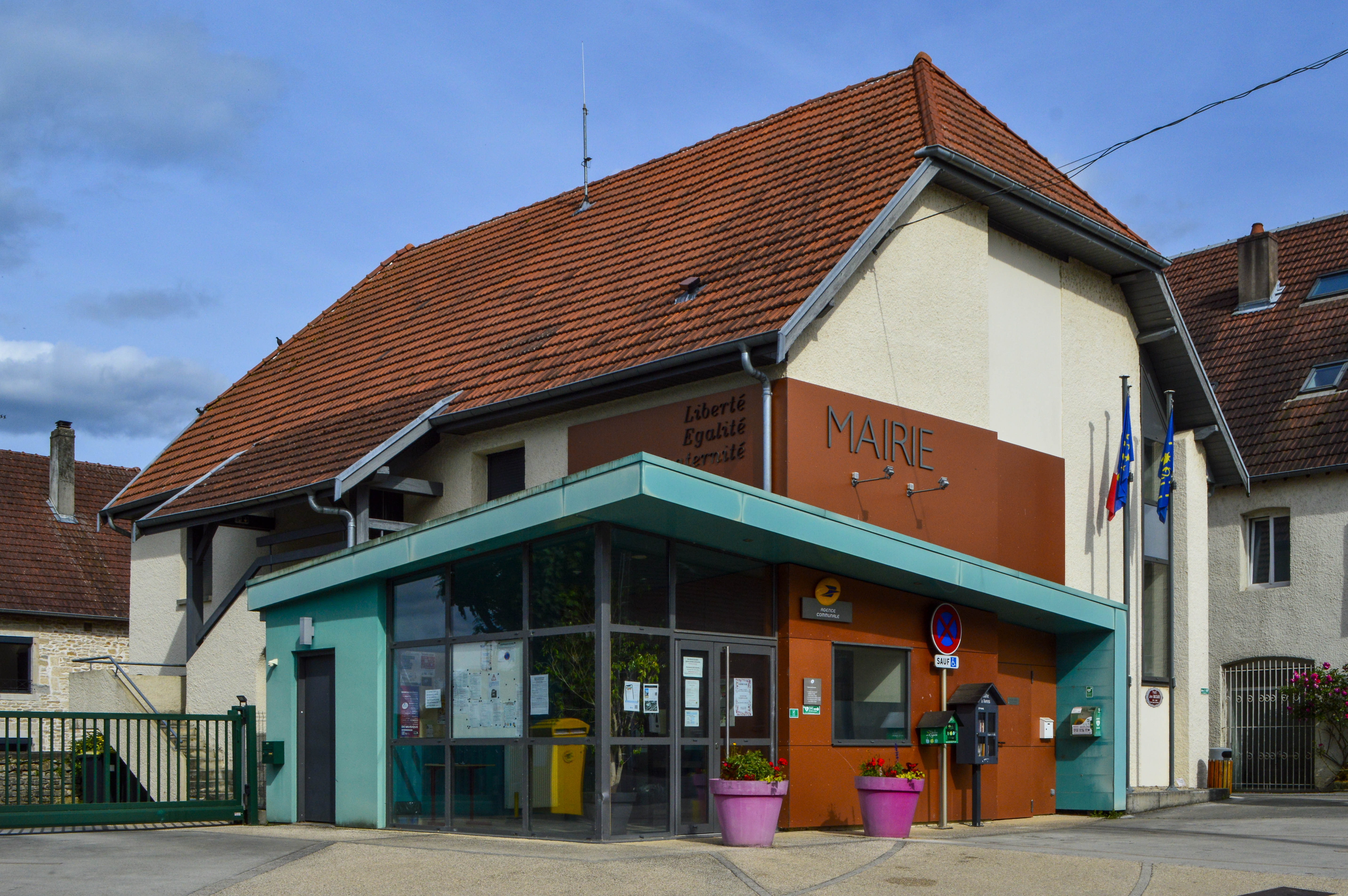
La mairie.

### Découpage territorial
La commune fait partie de l'arrondissement de Besançon, du département du Doubs et de la région Bourgogne-Franche-Comté. Elle est membre de Grand Besançon Métropole, communauté urbaine créée en 2019 par transformation de la communauté d'agglomération et regroupant 67 communes pour une population de 198 387 habitants (en 2022).
Dans le cadre des élections départementales, Geneuille est depuis 2015 l'une des 96 communes composant le canton de Baume-les-Dames, après avoir fait partie du canton de Marchaux de 1801 à 2015 et de celui de Bonnay de 1793 à 1801. Elle dépend, pour les élections législatives, de la deuxième circonscription du Doubs.

### Administration municipale
Le nombre d'habitants au dernier recensement étant compris entre 500 et 1 499, le nombre de membres du conseil municipal est de 15. Le maire est secondé par quatre adjoints et quatre conseillers délégués. Le maire actuel de la commune est Patrick Oudot, né en 1951, élu pour la première fois en 2020.

#### Liste des maires
| Période                                  | Période   | Identité              | Étiquette | Qualité                    |
| ---------------------------------------- | --------- | --------------------- | --------- | -------------------------- |
|                                          | mars 2001 | Marcelle Monterosso   |           |                            |
| mars 2001                                | mai 2020  | Jean-Claude Petitjean | PS        | Retraité de l'enseignement |
| mai 2020                                 | En cours  | Patrick Oudot         |           |                            |
| Les données manquantes sont à compléter. |           |                       |           |                            |

## Population et société

### Démographie
L'évolution du nombre d'habitants est connue à travers les recensements de la population effectués dans la commune depuis 1793. Pour les communes de moins de 10 000 habitants, une enquête de recensement portant sur toute la population est réalisée tous les cinq ans, les populations de référence des années intermédiaires étant quant à elles estimées par interpolation ou extrapolation. Pour la commune, le premier recensement exhaustif entrant dans le cadre du nouveau dispositif a été réalisé en 2006.

En 2022, la commune comptait 1 264 habitants, en évolution de −5,81 % par rapport à 2016 (Doubs : +1,88 %, France hors Mayotte : +2,11 %).
| 1793 | 1800 | 1806 | 1821 | 1831 | 1836 | 1841 | 1846 | 1851 |
| ---- | ---- | ---- | ---- | ---- | ---- | ---- | ---- | ---- |
| 354  | 348  | 357  | 299  | 323  | 400  | 437  | 446  | 460  |

| 1856 | 1861 | 1866 | 1872 | 1876 | 1881 | 1886 | 1891 | 1896 |
| ---- | ---- | ---- | ---- | ---- | ---- | ---- | ---- | ---- |
| 426  | 423  | 516  | 447  | 456  | 477  | 564  | 584  | 489  |

| 1901 | 1906 | 1911 | 1921 | 1926 | 1931 | 1936 | 1946 | 1954 |
| ---- | ---- | ---- | ---- | ---- | ---- | ---- | ---- | ---- |
| 559  | 542  | 540  | 447  | 434  | 445  | 440  | 408  | 416  |

| 1962 | 1968 | 1975 | 1982 | 1990 | 1999 | 2006  | 2011  | 2016  |
| ---- | ---- | ---- | ---- | ---- | ---- | ----- | ----- | ----- |
| 405  | 401  | 526  | 655  | 768  | 890  | 1 225 | 1 361 | 1 342 |

| 2021  | 2022  | - | - | - | - | - | - | - |
| ----- | ----- | - | - | - | - | - | - | - |
| 1 282 | 1 264 | - | - | - | - | - | - | - |

### Sports et loisirs
La Via Francigena traverse la commune d'ouest en est. Sigéric, archevêque de Cantorbery, effectue ce trajet vers la cité papale vers 990 il doit se rendre à Rome, afin d’y recevoir, des mains du pape Jean XV, son « pallium », un ornement liturgique réservé aux prélats de son rang. Après la traversée de la Manche, cette voie de pèlerinage qui emprunte les anciennes voies romaines passe par Arras, Reims, Châlons-en-Champagne, Besançon, Pontarlier, Lausanne, passe en Italie par le col du Grand Saint-Bernard, Sienne et enfin Rome. On peut aujourd'hui grâce à de nombreuses associations et le soutien du Conseil de l'Europe emprunter de nouveau ce chemin à pied ou à vélo.  Ce chemin de pèlerinage passe par le village, il est effectué traditionnellement à pied, mais c'est également un itinéraire cyclable EuroVelo (EV 5 - Via Romea Francigena).

### Médias et numérique
Le quotidien régional L'Est républicain relate les actualités de la commune dans son édition locale de Besançon. La chaîne de télévision France 3 Franche-Comté et la station de radio France Bleu Besançon relaient les informations locales. Un bulletin municipal annuel présente les actualités de la commune.

### Cultes
Les Geneuillois disposent d'un seul lieu de culte de confession catholique, l'église de la Nativité-de-Notre-. Au sein du diocèse de Besançon, le doyenné de Banlieue - Val de l'Ognon regroupe six paroisses dont celle du Val de la Dame Blanche-Châtillon à laquelle appartient Geneuille. Pour les autres confessions, les lieux de cultes les plus proches (mosquées, synagogue, temple) sont tous situés à Besançon.

## Culture et patrimoine

### Lieux et monuments

#### Église de la Nativité-de-Notre-Dame
Construite sur les ruines d'une vieille chapelle au XIVe siècle, elle est rebâtie en 1727. Elle est située dans le diocèse de Besançon, desservie par l'unité pastorale du Val de la Dame Blanche-Châtillon.Le chœur est reconstruit en 1830. L'abside demi circulaire à l'intérieur projette curieusement à l'extérieur une forme polygonale. Elle recèle dans son transept nombres de tombeaux.

#### Châteaux
Le château Outhenin-Chalandre, actuellement appelé château de la Dame Blanche construit vers 1868 servait  d’habitation aux propriétaires de la papeterie. C'était une propriété familiale utilisée en priorité de lieu de vacances d'été pour la très nombreuse famille. Cette demeure fut occupée pendant deux journées en 1870, après les batailles de Cussey et de Châtillon (22 octobre 1870). L'armée prussienne y établit un  hôpital de campagne, puis  dévasta la demeure et les communs. En 1944, cette demeure accueillit un couple de résistants du BOAC, en liaison avec le maquis local ils purent ainsi jusqu'à la libération du village communiquer avec Londres. Le château sera utilisé une vingtaine d’années, à la fin du XXe siècle, par la communauté chrétienne de la Roche d’Or pour des retraites spirituelles. L'achat  de la propriété aux descendants Outhenin-Chalandre ne fut possible qu'avec l'appui financier de la  maison Michelin. Le patronyme Dame Blanche  est  très récent en liaison avec l'exploitation commerciale du lieu. Depuis 2001, il  héberge un hôtel et un restaurant haut de gamme. L'hôtel propose plus de 35 chambres labellisées 4 étoiles .

Le Château Lyautey-Beneyton, répertorié en 1777 sous le nom Maison France Cette demeure appartint en effet à Claude-Joseph France, professeur de médecine à Besançon, puis le château fut attribué à Pierre-Antoine Lyautey, ancêtre du Maréchal Lyautey, qui y séjourna pendant sa longue retraite. Sa fille Anne -Marie (Maria) épouse Beneyton y séjourna jusqu'à son décès en 1864. Ce château largement agrandi et rénové par la famille Beneyton devint ensuite la propriété de la famille Didier vers 1925, ingénieur hydraulique en Chine et en Thailande (Siam à l'époque), et plus récemment dans les années 1955 celle d'un industriel haut saônois et de ses descendants.

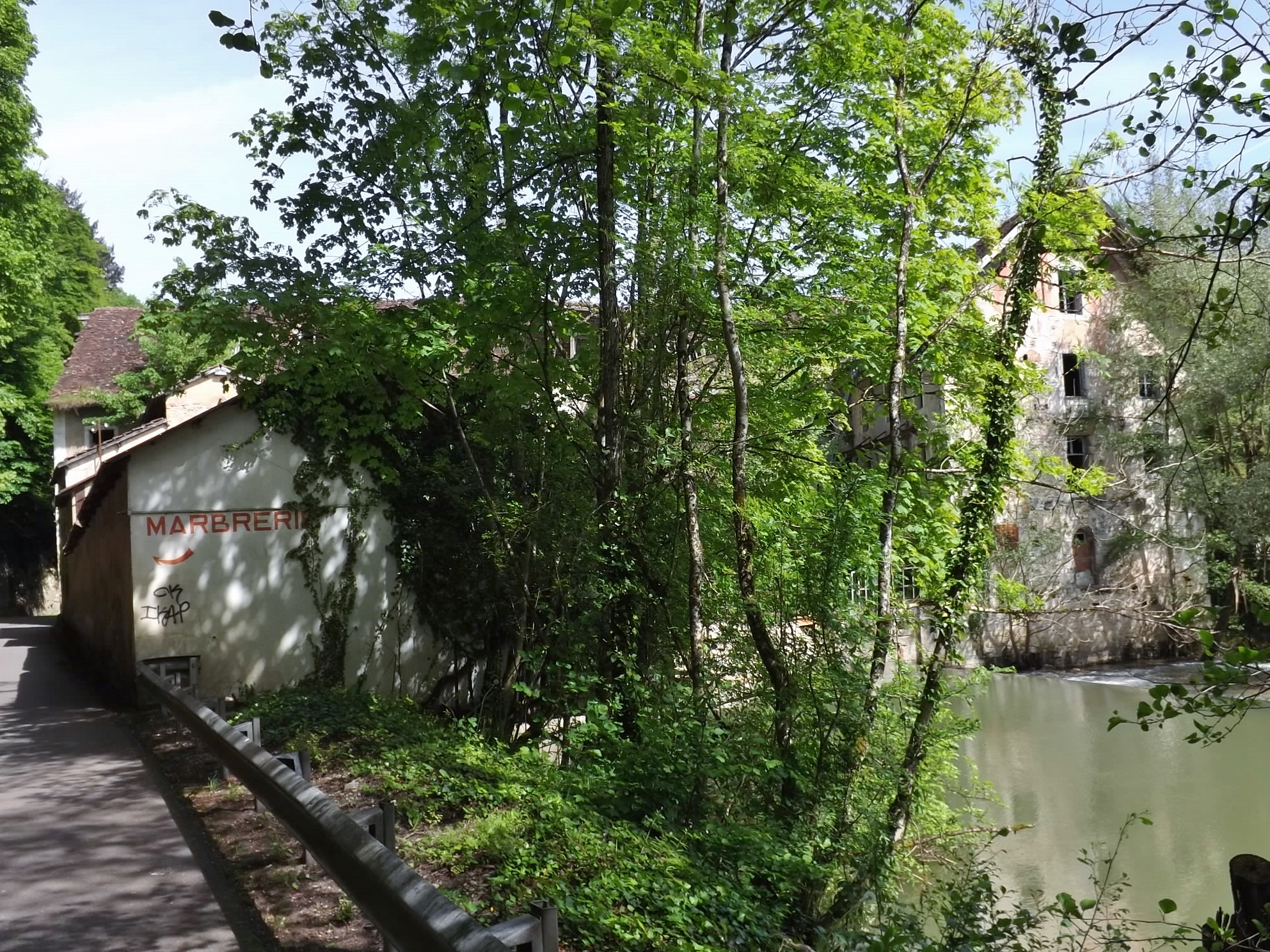
Les anciennes papeteries de Geneuille.

Le château dit "Bouvas" dominant l'Ognon, tout près de l'entrée de celui de la  Dame  Blanche, sur la  droite. Très belle demeure bourgeoise, plus récente que les deux autres, propriété à l'époque de l'essor de la papeterie du proche entourage de la famille Outhenin-Chalandre. Elle tient son  nom d'un des directeurs de l'usine, auteur de la musique du célèbre chant dit des "Papetiers". Né en 1847 à Bourg-Saint-Andéol (Ardèche), diplômé de l'École Centrale de Lyon (1867), Grégoire Bouvas est directeur de fabrication dans une des papeteries de la maison Outhenin-Chalandre à Savoyeux (Haute-Saône), sous-directeur (1871), puis directeur (1880) de la papeterie de Geneuille (Doubs). Décédé à Besançon le 10 janvier 1927.

#### Ancienne papeterie
La vie de la commune de Geneuille a été étroitement liée depuis la fin du XIXe siècle à l'implantation sur le cours de l'Ognon d'une papeterie bâtie sur le site d'un moulin dont on trouve trace dès 1300/1320. Le nom de Pierre de Traves chanoine de l'église métropolitaine y est associé. Etabli sur le cours de l'Ognon, le moulin est attesté au début du 14e siècle. Adjugé en 1791 à C.J Pouguet, il est cédé en 1813 à M. Grosbot, puis en 1823 à sa fille, mariée à M. Faivre. En 1824, l'établissement comprend deux parties : l'une abrite un moulin doté d'une ribe (moulin pour broyer le chanvre), d'une scierie et d'une huilerie, l'autre consiste en une petite papeterie équipée de deux cuves. 
L'usine hydraulique est acquise le 2 mars 1834 par Simon Gabriel Outhenin-Chalandre, imprimeur établi à Besançon, pour la somme de 40 000 francs. Son fils Joseph entreprend dès 1834 la construction d'une usine de papeterie mécanique. Il supprime les équipements annexes et installe une machine à papier. En 1835, l'usine comprend "deux cuves, deux presses, deux cylindres, un laminoir pour le carton, un pourrissoir, une chaudière à colle, trois étendoirs", le tout mis en mouvement par "cinq roues hydrauliques" d'une puissance totale de 50 chevaux. La famille Outhenin-Chalandre imprimeur à Besançon acheta cet emplacement sur la rivière dans le but d'y construire une fabrique de papier bénéficiant ainsi de la force motrice du courant de l'Ognon. La transaction  de l'ordre de 40 000 francs  est une somme relativement élevée pour l'époque. Le vendeur est Mme Faivre-Arcier. D'origine savoyarde (Thonon / Le Biot) mais implantée en Franche-Comté après 1678, la famille de l'imprimeur bisontin mettait ainsi en place à Geneuille une stratégie industrielle qui allait faire date dans la région. La situation géographique idéale dans une région densément peuplée, l'écoulement aisée de la production, la quasi gratuité de la force motrice, l'investissement important dans la modernisation, toute cette chaîne d'éléments favorables allait déboucher sur une réussite complète de ce projet industriel. Dès 1834, afin d'optimiser le débit de l'Ognon qui se perdait alors dans  un large méandre sur la commune de Bussières, le cours de la rivière fut détourné. À quelques centaines de mètres en amont du barrage, du côté Haute-Saône, sur la rive droite on peut trouver un accès par un petit chenal perdu sous les frondaisons a un vaste espace aquatique pouvant servir de « tampon » lors des crues d'hiver. On nomme  cet ancien bras de l'Ognon  « La Vieille Rivière ». Une première machine à papier est installée, suivie d'une seconde en 1836. La société Outhenin-Chalandre Fils et Cie est constituée le 1er septembre 1837. En mai 1845, la société acquiert le moulin de Chevroz, situé en amont et le convertit en fabrique de pâte à papier. La matière est ensuite envoyée par voie d'eau à l'usine de Geneuille, située sur l'Ognon quatre kilomètres plus bas. Dès 1840, la richesse de la famille était faite. 
Joseph Outhenin-Chalandre, bénéficiant de l'amitié du cardinal Mathieu, archevêque de Besançon, et d'une consommation du papier toujours grandissante, peut alors racheter le superbe hôtel Chifflet au  23 Rue des Granges à Besançon. (pour la coquette somme de 160.000 francs de 1839) et se qualifier officiellement d' "imprimeur" de l' Archevêché. Son fils Joseph (1865-1921), élevé dans la religion, deviendra prêtre, puis missionnaire à Ecole avant d'être promu chanoine titulaire de la cathédrale Saint-Jean et prélat de Sa Sainteté. Il fut chargé de surperviser la fin de la construction de la basilique Saint Ferjeux à Besançon (1929), dans laquelle il est inhumé. La famille investit aussi largement dans tous les domaines industriels de la région, prenant part ainsi à la révolution industrielle de la fin du XIXe siècle. Une demeure patronale, aujourd'hui connue sous le nom de Château de la Dame Blanche, est édifié à l'ouest de l'usine vers 1868, Elle est construite dans un parc arboré, elle sera complétée de dépendances (communs, écuries, serre). À la veille du grand incendie du 12 Août 1842, on dénombre 135 ouvriers et une production annuelle de 300 tonnes. 
La reconstruction s'accompagne en 1851, de l'acquisition d'une troisième machine. La production passe alors les 500 tonnes, elle atteindra vers 1873 les 1 300 tonnes. À partir de 1851, Geneuille possédait la plus importante papeterie de Franche-Comté. Fort de son succès, la famille Outhenin-Chalandre rachète successivement trois  usines hydrauliques à Savoyeux (Haute-Saône) en 1854, puis Deluz (Doubs) en 1872, et enfin celle de Seveux (Haute-Saône) en 1875. Ces trois sites sont  transformées en papeteries. Avec ces acquisitions, la gamme des produits proposés est complète. Le monopole s'installe de fait dans la région, car le succès est non seulement national, mais international. La disparition du fondateur Joseph Outhenin-Chalandre en 1875 ne brise pas l'empire familial. Son fils aîné Armand  préside et dirige la société depuis Paris, ainsi que l'usine de Savoyeux ; son frère Joseph celle de Geneuille et Chevroz, et Léon Regad, leur beau-frère celle de Deluz. À la pointe de l'activité industrielle (en 1877), la société fait remplacer à Seveux les machines vieillissantes par une usine de pâte à papier. Celle-ci sera fabriquée à partir d'éléments végétaux, car les Papeteries Outhenin-Chalandre sont les premières à tenter l’utilisation de l’alfa en France en liaison avec les immenses réserves présentes dans les possessions françaises nord-africaines, en particulier pour la famille propriétaire de terrains en Tunisie. Un inventaire entrepris dès 1916 fait état d’un potentiel de récolte de 500 000 tonnes. Cette fabrication de papier connut dès la fin du XIXe siècle et jusqu'en 1960 un succès extraordinaire, donnant ainsi du travail à de nombreuses générations pour le village de Geneuille et les communes aux alentours. On produisait principalement dans l'usine de Geneuille les supports pour écriture, ainsi que les papiers d'affichage. En 1930, la société Outhenin-Chalandre fusionne avec la société grenobloise des Papeteries de France, perdant de ce fait le statut d'entreprise familiale. La nouvelle entité papetière connut des difficultés au début des années 1960 ne pouvant suivre la concurrence des produits étrangers surtout scandinaves. Début août 1969, le site ferma définitivement ses portes, la société utilisant l'usine de Geneuille pendant les derniers mois de son  existence comme  laboratoire de tests  et de mise au point pour un nouveau produit,  le papier "non tissé" (Clényl)[réf. nécessaire]. Ce nouveau procédé est obtenu par assemblage sur un support papier de fibres textiles et d'éléments artificiels compressés (matière plastique). On fabrique alors avec succès des nappes et des serviettes de table sur une vieille machine transformée et équipée d'un former en bois de 1,6 m de laize. C'est le début du marché du non tissé, connu aussi sous le nom "intissé" qui est appliqué  de suite aux papiers peints muraux. Les Papeteries de France maitrisant cette avance technique s'associe alors avec la Rochette-Cenpa condamnant ainsi le site de Geneuille. Le groupe des Papeteries de France, dont l'usine de Geneuille  faisait  partie, accueillit  dans ses usines de Lancey (Isère), Turckeim (Haut-Rhin) et Strasbourg (Bas-Rhin) un petit nombre d'employés acceptant cette  mutation. Plus de 50 ans après la fermeture, les bâtiments et la toiture tombent en ruines. Il n'y a plus aucun projet de transformation de l'espace occupé jadis par la papeterie. C'est une friche industrielle, interdite à toute visite avec certainement des problèmes d'amiante. De très importants travaux de mise en sécurité ont été effectués sur le site fin Février 2022 par le propriétaire à la demande de la commune. Début 2023, un projet de production d'électricité avec la création d'un site hydro-électrique sur le cours de la rivière, reprenant les infrastructures du barrage est à l'étude.

#### Fontaines et lavoirs
Deux fontaines-lavoirs rénovées et en eau, dont une installée sur une source romaine.

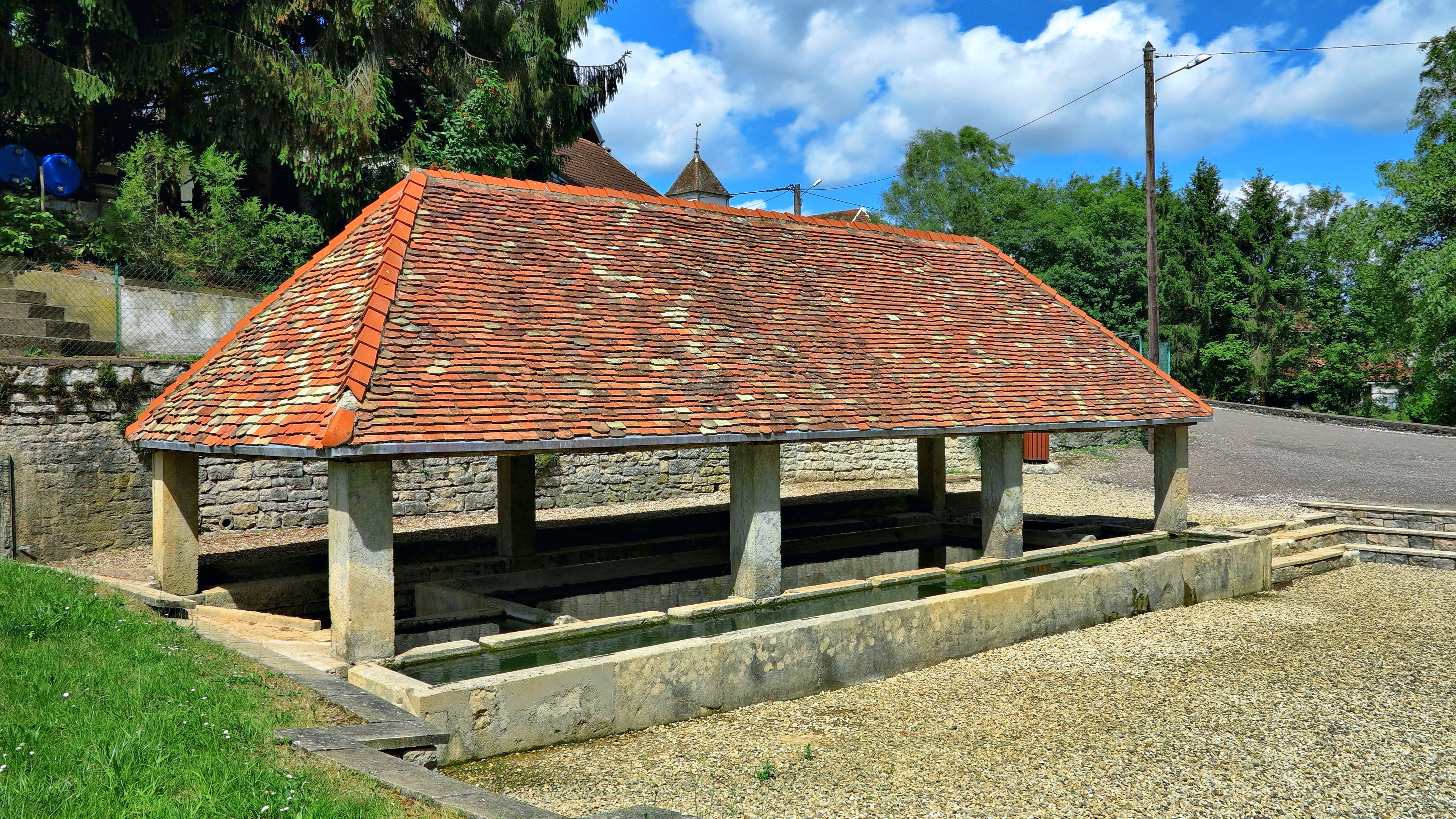
Le grand lavoir-abreuvoir.
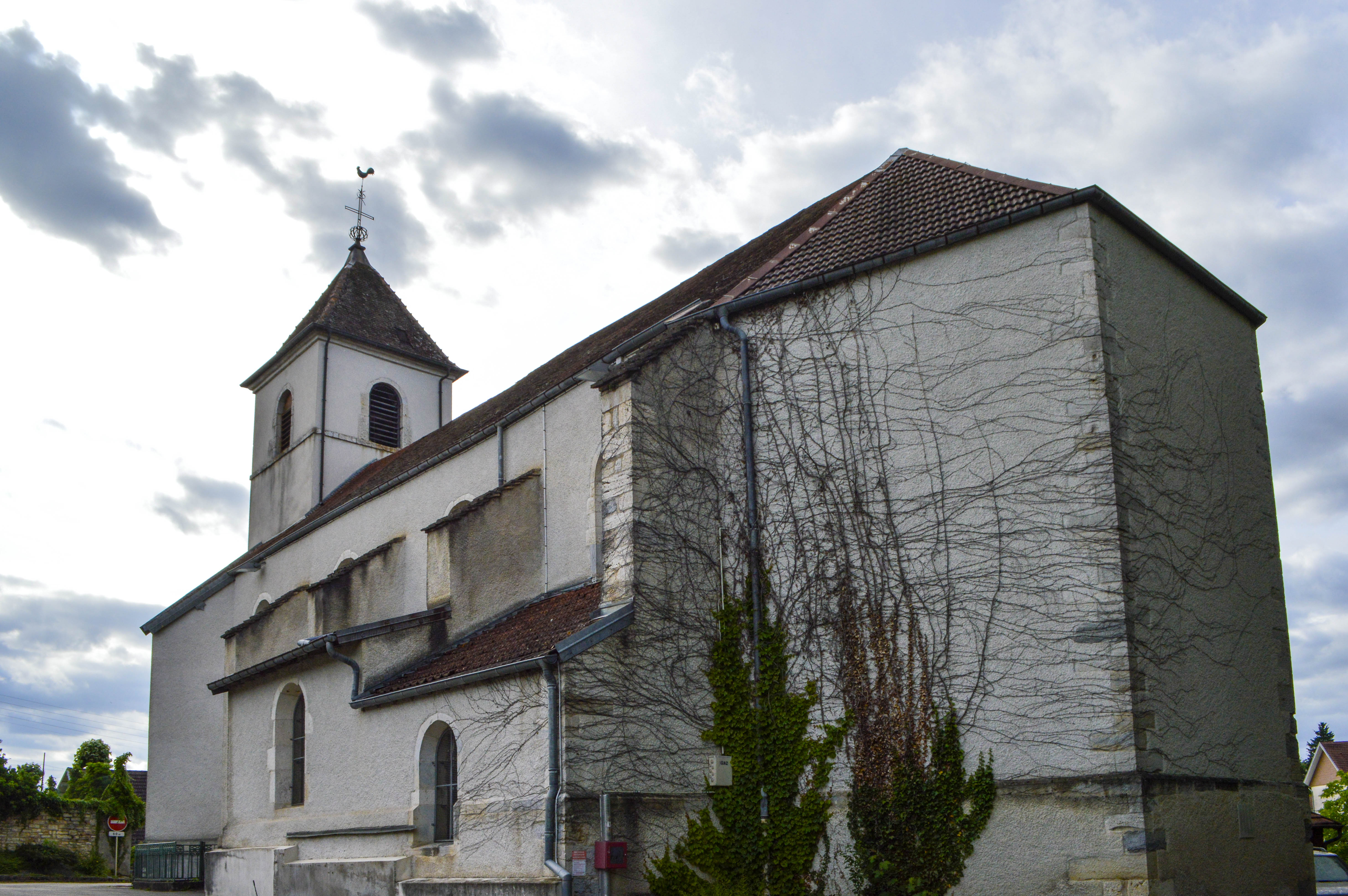
L'église de la Nativité-de-Notre-Dame.
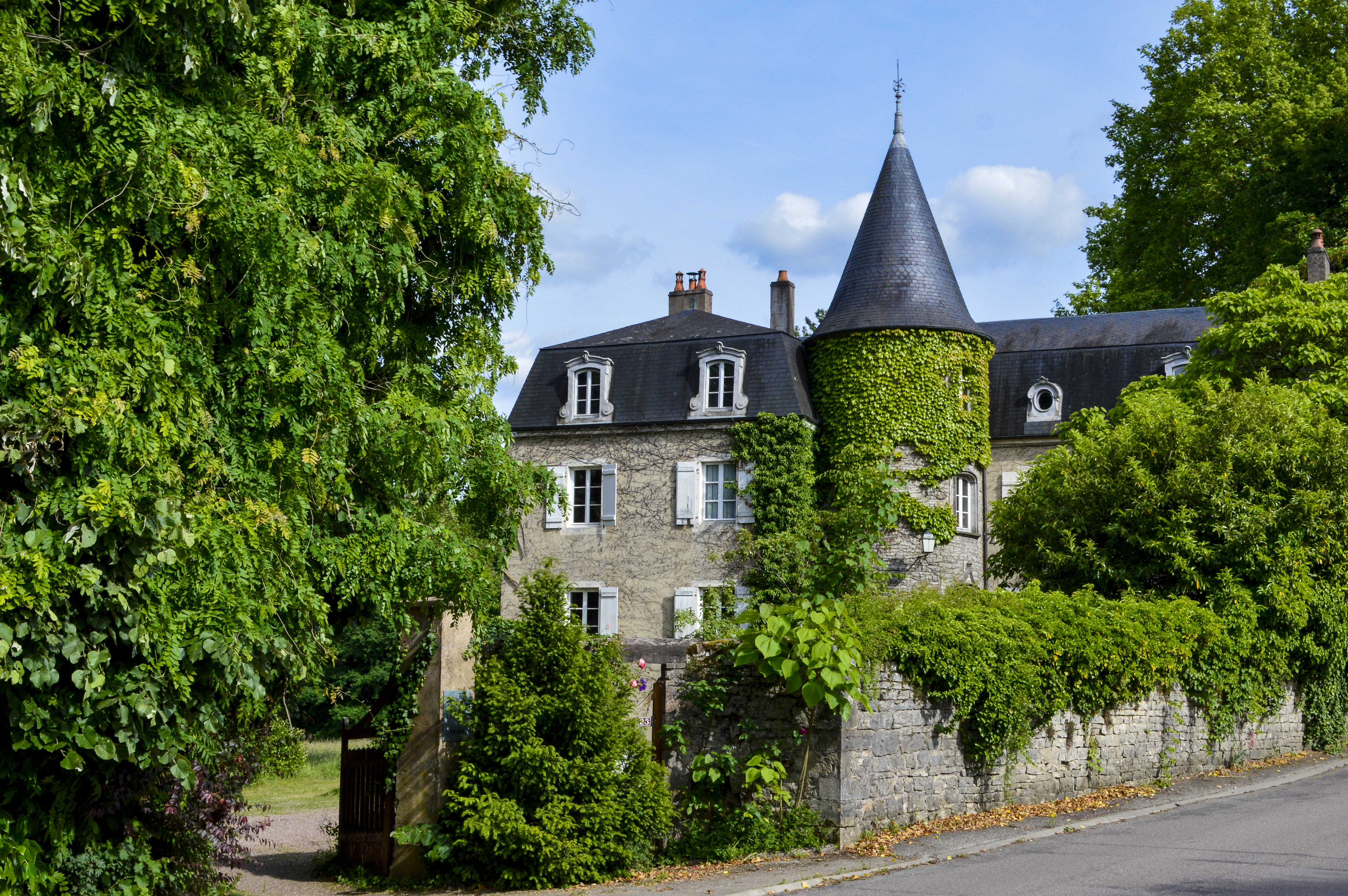
Le château Lyautey-Béneyton.
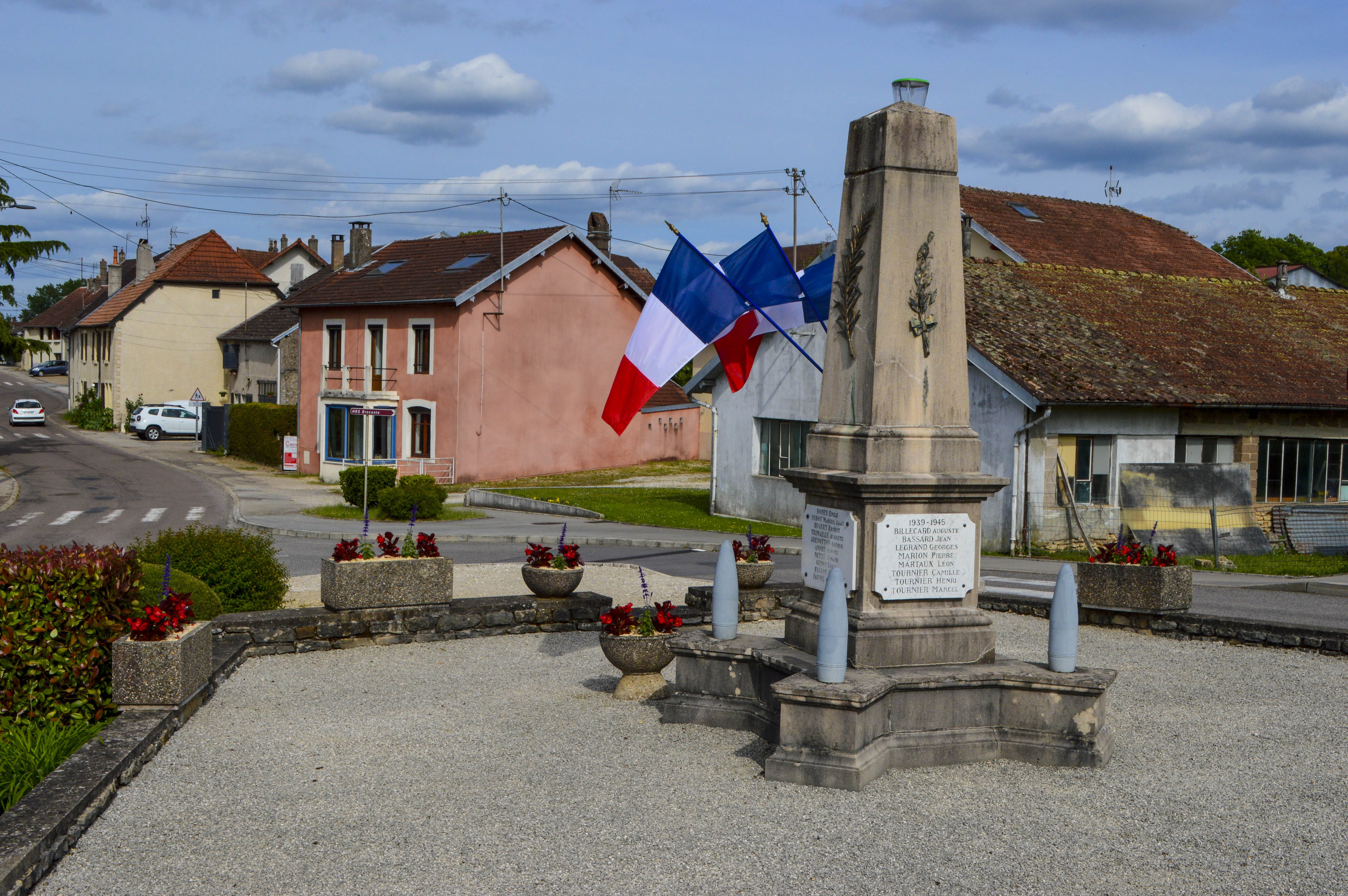
Le monument aux morts.
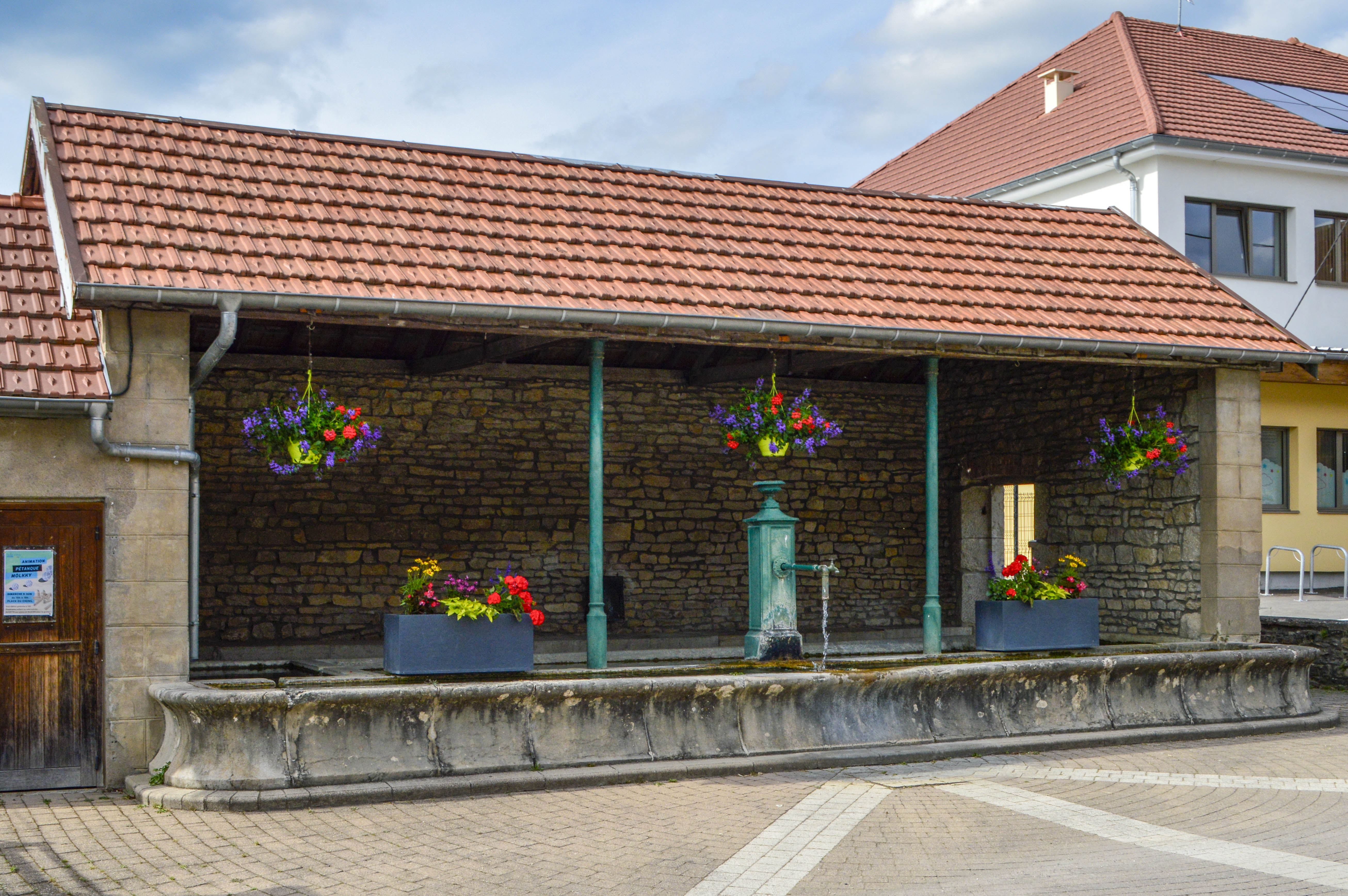
Le lavoir du centre.

### Personnalités liées à la commune

#### Famille Lyautey
Né à Vellefaux en Haute-Saône, le 27 novembre 1761, l'ancêtre du maréchal Lyautey se retire au château de Geneuille en 1814. Commissaire ordonnateur en chef dans les armées de l'Empire, père de quatre soldats, dont trois généraux, il passe la fin de sa longue vie dans son château ou venait souvent le visiter son ami tout proche le maréchal Moncey auquel il était apparenté par son épouse, nièce du maréchal.
Pierre-Antoine Lyautey s'éteint à 93 ans le 14 septembre 1854.
Il est inhumé dans la plus grande simplicité dans un enclos jouxtant l'église de Geneuille.
On trouve donc encore à ce jour sur l'un des côtés de l'église, un enclos funéraire  où sont enterrés les arrière-grands-parents et un oncle du futur maréchal.
Son arrière-petit-fils qui deviendra le maréchal de France Hubert Lyautey est né quelques jours après (17 novembre 1854).
Une plaque rappelle le passage du futur maréchal de France en cet endroit (1928).

#### Pierre Viansson-Ponté
Cofondateur du magazine L'Express, puis collaborateur du journal Le Monde et de nombreux périodiques de province, ce journaliste vécut une partie de sa prime enfance  au château Lyautey devenu propriété Beneyton. (1920-1979).

#### Noël Copin
Journaliste lui aussi, rédacteur en chef du journal La Croix, il fit carrière à la télévision (Antenne 2 et TF1 dans les services politiques), puis à la radio. (1925-2007). Il était le fils de Louis Copin, ex directeur de la papeterie, marié à Geneuille, le 26 Mai 1924.

### Héraldique
| Blason de Geneuille | Blason  | D'argent à la fasce de sable, accompagnée de trois têtes d'aigles arrachées contournées du même. Devise / CriQuo tutius quo melius (Quand on a tout c'est mieux) |
| Blason de Geneuille | Détails | Armes des seigneurs Cabet, premiers seigneurs de la commune. Adopté par la municipalité.                                                                         |

Paul Jeoffroy, né à Geneuille le 17 décembre 1880. Élève en pharmacie à Besançon, à Lyon et à Nancy où il obtint son diplôme de pharmacien en 1905. Pendant la guerre, mobilisé à Nancy à l'École supérieure de pharmacie, il soutient une thèse sur les affections typhiques et paratyphiques rencontrées pendant la campagne 1914-1915. En 1927, il est nommé professeur suppléant de pharmacie galénique et de matière médicale à l'École de Besançon puis il céda son officine et devint inspecteur des pharmacies, pharmacien-chef de l'hôpital, président de la Coopérative des pharmaciens de l'Est à Belfort et du tribunal de commerce de Besançon. Il y meurt, le 16 juillet 1943, victime, avec des membres de sa famille, du bombardement de la ville.